# Azevedinho
José Francisco de Azevedo Lisboa, o Azevedinho foi um traficante de escravos cristão-novo.
Traficava entre a Nigéria e Pernambuco, que ganhou notoriedade após 1831, quando o tráfico negreiro se tornou ilegal. Suas atividades se tornaram conhecidas após a apreensão de um de seus navios pelos ingleses em 1837, no Rio Benin, Nigéria, na embarcação estavam correspondências dele com seus empregados, bem como o contrato de criação da empresa de tráfico, lavrado em dezembro de 1836.
Azevedinho, como era conhecido, era português e administrador geral da empresa de tráfico negreiro, na qual não entrou com nenhum conto de réis, pois além de cuidar da parte operacional, ele era o testa de ferro da empresa, e recebia dividendos como um acionista majoritário.
Ele criou uma feitoria, estabelecida no Rio Benin, que serviria de posto para adquirir e manter os cativos, até serem levados para Pernambuco, o local escolhido não poderia ser mais apropriado, pois ali no Rio Benin, é que no século XVI, havia-se iniciado o tráfico negreiro, sendo assim, as elites locais eram bastante conhecidas dos negociadores de escravos.
Uma das estratégias usadas pela firma de Azevedinho era a exposição em abundância de várias mercadorias a serem trocadas por escravos, bem como a oferta de presentes generosos a nobreza africana, sobretudo ao Rei do Benin, que também era o líder de regiões menores como Oery e Gotto.
A empresa possuía barcos, canoas  além de armazéns e outras edificações, os empregados construíam mastros com gáveas nas praias para que pudessem sinalizar com bandeiras, de forma codificada, quando a carga de escravos estivesse pronta para que o embarque fosse o mais rápido possível, e desviar da fiscalização inglesa.
Azevedinho comandava a firma a maior parte do tempo por correspondências com João Baptista Cézar, uma espécie de encarregado na África.
José Francisco de Azevedo Lisboa morreu em março de 1845, sem deixar filhos, sua viúva herdou imóveis no Recife e em Lisboa, dinheiro e jóias.  Temendo por sua alma deixou pagas 100 missas por sua alma, 100 pela alma de sua mãe e 100 pela alma de seu pai, e mais 100 pela alma de um tio, ainda deixou estipulado que seu caixão deveria ser carregado por quatro pobres, e que cada um receberia 1.400 réis pelo trabalho. 